# Tríkorfo (Rhodope)
Pour les articles homonymes, voir Tríkorfo.
Tríkorfo (grec moderne : Τρίκορφο) est une localité située dans le dème d'Íasmos, dans le district régional de Rhodope, dans la periphérie de Macédoine-Orientale-et-Thrace, en Grèce.
Selon le recensement de 2011, elle compte 16 habitants.